# Università di Chicago
L'Università di Chicago (in inglese: University of Chicago, UChicago, U of C, o Chicago) è un'università privata, situata nel quartiere Hyde Park della Città di Chicago, negli Stati Uniti d'America. Fondata nel 1890 da John D. Rockefeller, è ad oggi riconosciuta come uno dei massimi centri mondiali di studio e ricerca, posizionata costantemente tra le 10 università più prestigiose del mondo nelle maggiori pubblicazioni di educazione superiore. L'Università di Chicago è celebre per il rigore accademico, la vibrante atmosfera intellettuale ed il suo impegno nella ricerca libera ed interdisciplinare.

## Descrizione
L'Università di Chicago fu una delle prime università statunitensi ad essere concepita come una combinazione tra il modello americano di liberal arts college interdisciplinare e quello tedesco di Università come luogo di ricerca. Chicago si compone di un collegio undergraduate e cinque divisioni di ricerca graduate.
L'università è collegata alla nascita e all'affermazione di influenti movimenti accademici, come la Scuola di Chicago di Economia, la Scuola di Chicago di Sociologia, la Scuola di Chicago di critica letteraria, la ricerca musicologica, per anni guidata da Philip Gossett,  entro la facoltà di Humanities. Associato all'università è anche il movimento di Analisi economica del diritto.
Sotto le tribune dello stadio "Stagg Field" dell'università, Enrico Fermi realizzò, il 2 dicembre 1942, la prima reazione nucleare a catena autoalimentata utilizzando il reattore, chiamato Chicago Pile-1.
L'ateneo dispone della maggiore casa editrice universitaria degli Stati Uniti, la University of Chicago Press.
Presso l'ateneo è attiva la Booth School of Business, una scuola di alta formazione dottorale in direzione d'azienda (business school), nota, in precedenza, come The University of Chicago Graduate School of Business.
L'Università di Chicago è tra le più selettive al mondo, con un tasso di accettazione di solo 5.9%.